# Miguel M. Abrahão
Miguel M. Abrahão (São Paulo, 25 de janeiro de 1961) é um escritor, dramaturgo, historiador com especialização em história medieval, e professor de história brasileiro.

## Biografia
Miguel M. Abrahão é um escritor e dramaturgo paulistano. É formado em história, comunicação social e pedagogia, tendo exercido várias atividades em instituições de ensino, além de dedicar parte de seu tempo à literatura. Lecionou História do Brasil para o curso de graduação em jornalismo da Universidade Metodista de Piracicaba nos anos 1980. Nessa instituição de ensino foi, também, o responsável pela implantação do Núcleo de Teatro UNIMEP em 1979, tendo coordenado todas as atividades teatrais até 1981. É um dos mais prolíficos autores de romances históricos no Brasil, cujas obras mais importantes nesse sentido são A Pele do Ogro,,relançado em 2025  A Escola: onde está um, estão todos, O Bizantino e O Strip do Diabo.
Atualmente mora na cidade do Rio de Janeiro com a mulher e os filhos. A maior parte de sua obra infantojuvenil, no entanto, apesar de escrita durante sua adolescência, só foi publicada em livro a partir de 1983. É o autor do texto "Há um Juiz Chamado Tempo" e que circula nas redes sociais por meio de vídeo, como mensagem de Natal de Tom Cavalcanti.

## Obras teatrais
- As aventuras do Saci Pererê (teatro infanto/juvenil de 1973)
- Pimpa, a Tartaruga (teatro infanto/juvenil, 1973)
- O Dinheiro (comédia policial, 1976)
- Armadilha (drama policial, 1976)
- No Mundo Encantado da Carochinha (teatro infantil, 1976)
- O Descasamento (comédia teatral, 1977)
- Pensão Maloca (comédia teatral, 1977)
- A Casa (peça de teatro) (comédia teatral, 1978)
- O Covil das Raposas (comédia teatral, 1978)
- O Chifrudo (comédia teatral, 1978)
- Hospí(cio)tal (comédia teatral, 1978)
- O Ônibus (comédia teatral, 1978)
- Pássaro da Manhã (drama adolescente, 1978)
- Alta Sociedade (comédia teatral, 1978)
- O Minuto Mágico (comédia teatral, 1981)
- As Comadres (comédia teatral, 1981)
- Três (drama, 1981)
- A Escola (drama histórico, 1983)
- Bandidos Mareados (teatro infantil, 1983)
- O Rouxinol do Imperador  (teatro infanto/juvenil de 1992)[17]

## Romances
- O Bizantino (romance, 1984)[18]
- A Pele do Ogro (romance, 1996)[19]
- O Strip do Diabo (romance, de 1996)[20]
- A Sombra da Medusa (romance, 1997)[21]
- A Escola, onde está um, estão todos (romance, de 2007)

## Obras infantojuvenis
- As Aventuras de Nina, a Elefanta Esquisita (romance infanto/juvenil, de 1971)
- As aventuras do Saci Pererê (romance infanto/juvenil, de 1973)
- Biquinho (romance) (romance infanto/juvenil, de 1973)
- Pimpa, a Tartaruga (romance infanto/juvenil, de 1973)
- Confissões de um Dragão (romance infanto/juvenil, de 1974)
- Lateco (romance infanto/juvenil, de 1974)
- Arabela (romance infanto/juvenil, de 1974)
- Junior, o Pato (romance infanto/juvenil, de 1974)
- Bonnie e Clyde (romance infanto/juvenil, de 1975)
- O Mistério da Cuca (romance infanto/juvenil, 1975)
- Sarinha, a Bombinha (romance infanto/juvenil, 1975)
- O Império dos Bichos (romance infanto/juvenil, de 1979)
- O Caso da Pérola Negra (romance infanto/juvenil, 1983)[22]

## Obras acadêmicas
- Introdução aos Estudos Históricos (compêndio histórico, 1984)
- História Antiga e Medieval (compêndio histórico, 1985)
- História Antiga (compêndio histórico, 1985)
- História Medieval (compêndio histórico, 1985) [23]